# Sébastien Harbonnier

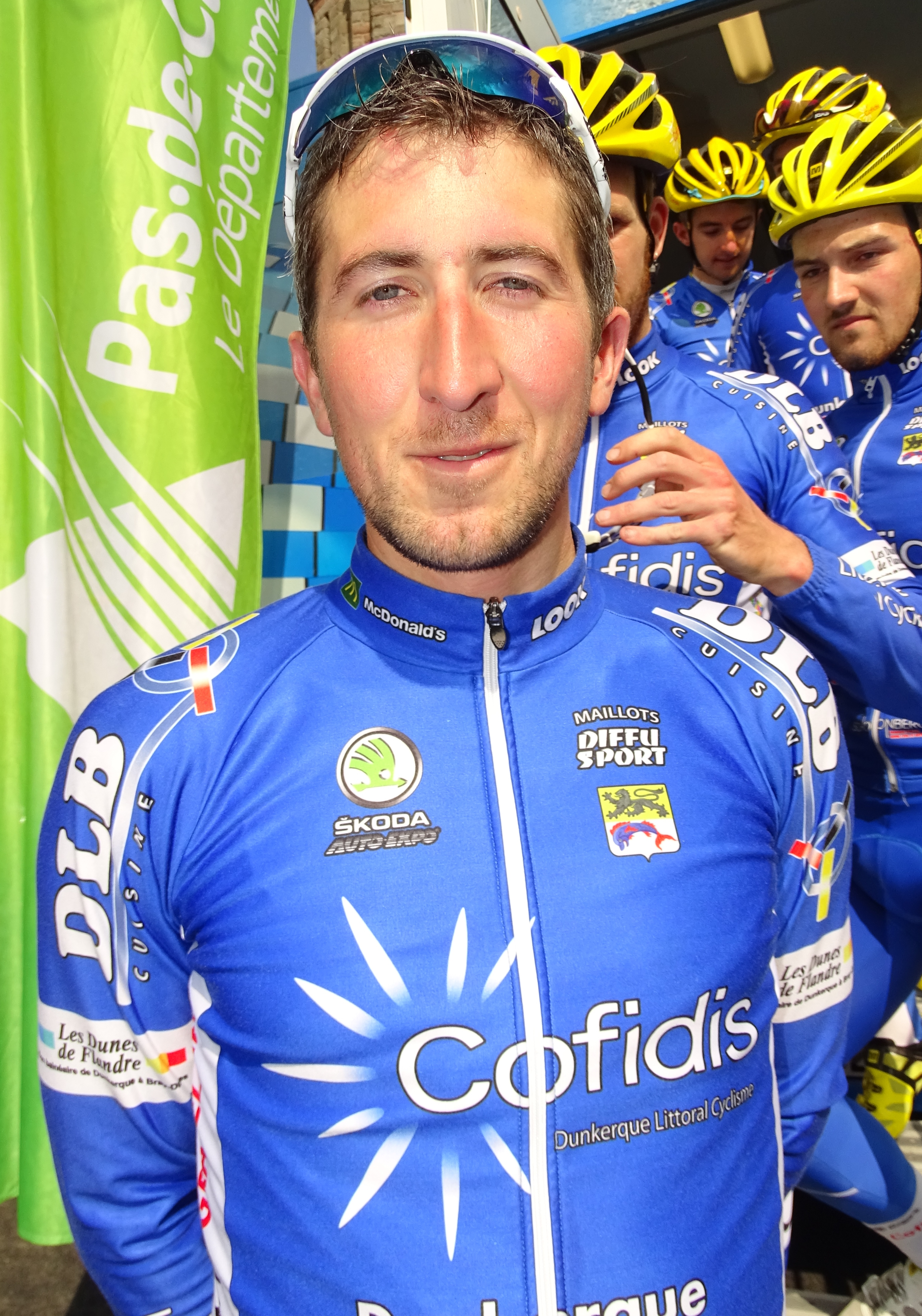
Sébastien Harbonnier (2015)

Sébastien Harbonnier (* 31. Dezember 1984) ist ein französischer Radrennfahrer.
Sébastien Harbonnier wurde 2006 Etappendritter bei der Vuelta Ciclista a León auf dem zweiten Teilstück nach Villablino. Im nächsten Jahr wurde er einmal Etappendritter bei der Cinturó de l'Empordà. 2008 bis 2010 fuhr Harbonnier für das Luxemburger Continental Team Differdange-Apiflo Vacances. In seinem ersten Jahr dort gewann er die vierte Etappe der Ronde de l’Oise nach Verneuil-en-Halatte. Nach 2010 fuhr er nur noch für kleinere Mannschaften, darunter die Equipe Cycliste de l’Armée de Terre, die damals jedoch noch nicht als Continental Team registriert war.

## Erfolge
2008
- eine Etappe Ronde de l’Oise

## Teams
- 2008 Differdange-Apiflo Vacances
- 2009–2010 Continental Team Differdange